# قلعه در زمین
قلعه در زمین (به انگلیسی: Castle in the Ground) فیلمی محصول سال ۲۰۱۹ و به کارگردانی جوئی کلین است. در این فیلم بازیگرانی همچون الکس وولف، ایموجن پوتس، تام کالن، کیر گیلکریست، نو کمبل و کیووا گوردون ایفای نقش کرده‌اند.